# 尼布甲尼撒 (乌鲁克总督)
尼布甲尼撒（英语：Nebuchadnezzar，阿卡德语：𒀭𒀝𒃻𒁺𒋀），有“纳布，请守护我的继承人”的意思，历史资料上最常见的昵称为库都鲁（Kudurru）。有可能是大祭司那波纳撒（Nabonassar）的儿子。
在公元前648年，新亚述帝国的亚述巴尼拔统治时期，巴比伦国王沙马什·舒姆·乌金的叛乱被镇压后，尼布甲尼撒被亚述巴尼拔任命为巴比倫尼亞地区的烏魯克城总督。
然而在亚述巴尼拔的继任者辛沙里施昆统治期间，尼布甲尼撒的陵墓却惨遭亵渎，行凶者甚至公然拖着他的尸身在乌鲁克游街示众。根据当时的习俗，这有可能是对他的两个儿子从事反亚述活动的惩罚。
2007年，亚述学家麥可·尤爾薩认定尼布甲尼撒就是那波帕拉薩爾的父亲——而那波帕拉萨尔正是新巴比伦帝国的缔造者，于公元前626年率军反叛辛沙里施昆——此举无疑是严重的“反亚述活动”。
如果尼布甲尼撒当真是那波帕拉萨尔的父亲，那么按照当时的习惯，那波帕拉萨尔用父亲的名字给自己的儿子起名，也是非常合理的解释——而这个继承了祖父名字的人，就是赫赫有名的尼布甲尼撒二世。